# Sinzing
Sinzing là một đô thị ở huyện Regensburg bang Bayern thuộc nước Đức.